# ネイチャーウェイ
ネイチャーウェイ株式会社は、
東京都目黒区にある化粧品・健康食品や肌着の
製造・輸入、輸出、販売及び通信販売業者。
各媒体（主にTV・新聞広告・
新聞折込み・ネット）を利用して通信販売を行う会社。
本社は東京都目黒区下目黒2丁目に所在。
「品質」「誠実」「サービス」をうたう。

## 主な製品
- ダイエット茶「飲まなく茶」
- ラブラパリ「La Bra Paris」
- 白髪染め「シュアカラー」

## 不祥事
同社の製品「飲まなく茶」に関して、テレビショッピングで「30日以内であれば全額返金」とうたいながら返金に応じなかったとして、消費者庁は2012年11月29日、特定商取引法違反（債務の履行拒否）で、代金返還に応じるように同社に命令した。1976年の同法施行以来、国が同法に基づきテレビ通販に返金を命じたのは初めてである。

## 提供番組
- ビクトリーチャンネル（スカパー！）